# Formica sentschuensis
Formica sentschuensis är en myrart som beskrevs av Mikhail Dmitrievich Ruzsky 1915. Formica sentschuensis ingår i släktet Formica och familjen myror. Inga underarter finns listade i Catalogue of Life.